# K7리그 음성
K7리그 음성(K7 League Eumseong)은 대한민국 충청북도 음성군에서 진행되는 축구 대회이다.

## 역사
2017년에 '디비전7 음성군 리그'라는 이름으로 시작되었다. 2017년 시즌에는 단일 권역으로 8개 선수단이 참가했고, 2018년 시즌에는 2개 권역으로 나누어 18개 선수단이 참가했다. 2019년 시즌부터 2개 권역으로 나누어 17개 선수단이 참가하고 있다. 2017년 시즌부터 2018년 시즌까지 70분(전·후반 각 35분) 경기로 진행되었고, 2019년 시즌부터 60분(전·후반 각 30분) 경기로 진행되고 있다.

## 시즌별 결과
| 시즌   | 권역 | 선수단 | 우승         | 준우승            | 승격         | 비고                               |
| ------ | ---- | ------ | ------------ | ----------------- | ------------ | ---------------------------------- |
| 2017년 | 1개  | 8팀    | 음성 금왕 FC | 음성 금왕 애향 FC | 음성 금왕 FC | 승격팀은 2018년 K6리그 충북에 참가 |
| 2018년 | 2개  | 18팀   |              |                   |              |                                    |
| 2019년 | 2개  | 17팀   |              |                   |              |                                    |

## 같이 보기
- K7리그